# 1911 en droit
Cet article présente les faits marquants de l'année 1911 en droit.

## Événements
- Second traité Massa : au Kenya, les Masaï sont expulsés de leurs terres et regroupés par la force dans les réserves.

### Avril
- 20 avril, Portugal : loi de séparation de l'Église et de l'État au Portugal.

### Mai
- 26 mai (Allemagne) : adoption d’un projet de constitution pour l’Alsace-Lorraine par le Reichstag, mais le Reichsland n’acquiert pas l’égalité des droits avec les États confédérés.
- 29 mai, Empire russe : loi agraire favorisant la dissolution de la commune rurale.

### Août
- 10 août (Royaume-Uni) : Parliament Act. Réduction des pouvoirs de la Haute Assemblée, qui perd son droit de veto sur les lois de finances. Les membres de la chambre des Communes reçoivent une indemnité.

### Septembre
- 3 septembre, Portugal : constitution fondée sur le principe de la séparation des trois pouvoirs, accordant la priorité au Parlement (bicaméralisme).
  - Suffrage universel aux citoyens majeurs (21 ans), sachant lire et écrire, ou chefs de famille depuis au moins un an. Ceci pour lutter contre le phénomène du « caciquisme ». En effet, dans les campagnes, un cacique, souvent le curé, dicte aux habitants (illettrés) leurs attitudes politiques.

### Décembre
- 11 décembre (Inde) : la décision d’annuler la partition du Bengale est prononcée par le roi George V du Royaume-Uni lors de son couronnement comme empereur des Indes au Grand Durbar (assemblée de notables), à Delhi.